# Victoria (lied)
Victoria is een Engelstalige single van de Belgische band Lavvi Ebbel uit 1982.
De B-kant van de single was het liedje Stand Up and Fight.
Daarnaast verscheen er een lange versie van het nummer op de 12"-single Albu Meth uit 1982  en de langspeelplaat Kiss Me Kate (1983).

## Meewerkende artiesten
Producer:
- David Avidor

Muzikanten:
- Bea Van Ransbeeck (keyboards, zang)
- Chris Van Ransbeeck (gitaar)
- Daniël Rabinovitch (percussie)
- David Avidor (geluidseffecten, keyboards)
- Eric Michiels (altsaxofoon, sopraansaxofoon)
- Erik De Wit (drums)
- Jan Weuts (bugel, trompet)
- Kristien D'Haeger (keyboards, zang)
- Lukas Vander Taelen (zang)
- Peter Cornelis (basgitaar)